# Жупица
Жупица је насељено мјесто у Босни и Херцеговини у општини Дрвар које административно припада Федерацији Босне и Херцеговине. Према попису становништва из 1991. у насељу је живјело 62 становника.

## Становништво
|             | 2013.       | 1991.       | 1981.       | 1971.       |
| Укупно      | 25 (100,0%) | 62 (100,0%) | 75 (100,0%) | 95 (100,0%) |
| Срби        | 25 (100,0%) | 62 (100,0%) | 71 (94,67%) | 95 (100,0%) |
| Југословени | –           | –           | 4 (5,333%)  | –           |